# دامنه ضد فاز
دامنه ضد فاز نوعی نقص کریستالوگرافی مسطح است که در آن اتم‌های درون ناحیه‌ای از یک کریستال به ترتیب مخالف اتم‌های موجود در سیستم شبکه کامل پیکربندی می‌شوند. در طول کل دامنه ضد فاز، اتم‌ها در مکان‌هایی قرار می‌گیرند که معمولاً توسط اتم‌های گونه‌های مختلف اشغال شده‌اند. به عنوان مثال، در یک آلیاژ AB مرتب شده، اگر یک اتم A جایی را که معمولاً توسط یک اتم B اشغال شده‌است اشغال کند، یک نوع نقص نقطه کریستالوگرافی به نام نقص آنتی سایت تشکیل می‌شود. اگر یک ناحیه کامل از کریستال به گونه‌ای انتقال داده شود که هر اتم در ناحیه‌ای از صفحه اتم‌ها روی آنتی‌سایت خود بنشیند، یک دامنه ضد فاز تشکیل می‌شود. به عبارت دیگر، یک دامنه ضد فاز ناحیه ای است که از نقص آنتی سایت یک شبکه والد تشکیل شده‌است. در دو طرف این دامنه، شبکه هنوز کامل است و مرزهای دامنه به عنوان مرزهای ضد فاز شناخته می‌شوند. مهمتر از همه، کریستال‌ها در دو طرف یک مرز ضد فاز به جای یک بازتاب (یک دوقلو کریستالی) یا یک وارونگی (یک دامنه وارونگی) با یک انتقال مرتبط هستند.

## سازوکار
این عیوب مسطح شبیه نقص انباشتگی هستند زیرا اغلب از طریق لغزش صفحات اتمی و حرکت نابجایی ایجاد می‌شوند، اما درجه انتقال متفاوت است. در نقص‌های انباشتگی، ناحیه عدم تطابق انباشتگی توسط دو جابجاشدگی جزئی محدود می‌شود و یک نابجایی گسترده تشکیل می‌شود. برای دامنه‌های ضد فاز که فقط بی‌نظمی شیمیایی را نشان می‌دهند، این ناحیه توسط دو نقص انباشتگی پیچیده محدود می‌شود که هم انباشتگی و هم بی‌نظمی شیمیایی را نشان می‌دهند؛ بنابراین، برای بازیابی کامل نظم کریستال، ۴ نابجایی جزئی لازم است. این موارد را می‌توان در شکل ۱ و ۲ زیر مشاهده کرد. عرض این نواحی با توازن نیرو بین دافعه نابجایی‌های جزئی با علامت مشابه و انرژی سطحی مناطق تعیین می‌شود. با افزایش انرژی سطح مرزی ضد فاز، درجه جدایی بین نابجایی‌های جزئی برای جبران کاهش می‌یابد.
شکل ۱: این شکل دو لایه اتم را در یک کریستال Ni3Al، یک آلیاژ دوتایی که اغلب مرزهای ضد فاز را مشخص می‌کند، نشان می‌دهد. برای‌تجسم اهداف، اتم‌های لایه پایین بزرگتر از لایه بالایی نشان داده می‌شوند، اما در واقع اینطور نیست.انتقال لایه بالایی را می‌توان به دو مرحله تقسیم کرد که با فلش‌های کوچک ۱ و ۲ نشان داده شده‌است. (ب) لغزش جزئی لایه بالایی توسط بردار کوتاه ۱ منجر به تشکیل یک نقص انباشتگی پیچیده می‌شود. ج) لغزش کامل لایه بالایی با بزرگی انتقال داده شده توسط یک واحد انتقال شبکه (۱+۲)، که منجر به تشکیل یک مرز ضد فاز می‌شود. اگر صفحه بالایی با دو فاصله شبکه کامل (۱، ۲، ۳، و ۴) بلغزد، یک ابردررفتگی تشکیل می‌شود و این برای بازسازی ساختار بلوری کامل لازم است. انتظار می‌رود که این ابر دررفتگی، متشکل از دو شبکه کامل‌انتقال‌است، به چهار نابجایی جزئی مختلف‌که‌دوبه‌دودرهرطرف‌هستند، تجزیه شود.
شکل ۲: یک مرز ضد فاز ایجاد شده توسط چهار نابجایی جزئی (۱٬۲٬۳٬۴)، که توسط نقص‌های انباشتگی پیچیده احاطه شده‌است. در خارج از این مناطق سایه دار، کریستال کامل است.

## تقویت نظم
تقویت نظم ناشی از برهمکنش نابجایی‌ها با رسوبات منظم، ایجاد مرزهای ضد فاز با حرکت نابجایی‌ها در سراسر کریستال، می‌تواند منجر به افزایش قابل توجهی در استحکام و مقاومت خزشی شود. به همین دلیل، تقویت نظم اغلب برای ابر آلیاژهای مقاوم در برابر خزش در دمای بالا کاربرد دارد که در پره‌های توربین مورد استفاده قرار می‌گیرد.
دامنه‌های ضد فاز به دلیل بی نظمی شیمیایی در مقایسه با شبکه کامل، جریمه انرژی سطحی را به همراه دارند و وجود این مرزها مانع از حرکت نابجایی در سراسر کریستال می‌شود که منجر به افزایش استحکام تحت تنش برشی می‌شود. شکل ۳ زیر روند انتشار نابجایی لبه از طریق یک ذره مرتب شده را نشان می‌دهد. همان‌طور که نابجایی در سراسر ذره حرکت می‌کند، صفحات شبکه از پیکربندی تعادل خود جابجا می‌شوند و پیوندهای A-A و پیوندهای B-B در سراسر صفحه لغزش تشکیل می‌شوند. این حالت انرژی بالاتری نسبت به پیکربندی پیوند تعادلی A-B ایجاد می‌کند و تغییر انرژی را انرژی مرزی ضد فاز می‌گویند. این می‌تواند درجه استحکام ایجاد شده از پیرسختی را افزایش دهد و برش را دشوارتر کند و در عوض احتمال خم شدن Orowan در اطراف رسوب را افزایش دهد.
شکل ۳: فرایند نابجایی لبه در حال حرکت از طریق یک رسوب منظم. در (الف)، ذره کاملاً منظم نشان داده شده‌است. در (ب)، نابجایی‌ها از طریق بخشی از ذره حرکت کرده‌اند. در (c)، نابجایی از رسوب خارج می‌شود، که منجر به افزایش انرژی سطح از افزایش سطح و پیکربندی پیوند با انرژی بالاتر می‌شود.
تقویت نظم اغلب با نسبت انرژی مرزی جاذبه ضد فاز (APBE) به انرژی نابجایی دافعه (Gb)مشخص می‌شود: {\displaystyle \epsilon _{ord}={\frac {APBE}{Gb}}} . درجه تقویت نظم هم به این نسبت بستگی دارد و هم اینکه آلیاژ در مراحل اولیه یا اواخر رسوب دهی است. هر موقع {\displaystyle \epsilon _{ord}} پایین است، نابجایی دنباله دار به مراتب پشت نابجایی‌های پیشرونده حرکت می‌کند، که منجر به برش جداگانه رسوبات همان‌طور که در شکل 4a دیده می‌شود. متناوباً، زمانی که {\displaystyle \epsilon _{ord}} بالا است، نابجایی دنباله دار از پشت نابجایی پیشرونده تبعیت می‌کند که منجر به برش معمولی می‌شود همان‌طور که در شکل 4b مشاهده می‌شود. در مراحل اولیه رسوب دهی، افزایش تنش برشی را می‌توان به صورت زیر بیان کرد:
{\displaystyle \tau _{ord}\approx 0.7G(\epsilon _{ord})^{3/2}({\frac {fr}{b}})^{1/2}} برای  {\displaystyle \epsilon _{ord}} کم یا
{\displaystyle \tau _{ord}\approx 0.7G[(\epsilon _{ord})^{3/2}({\frac {fr}{b}})^{1/2}-0.7\epsilon _{ord}f]} برای {\displaystyle \epsilon _{ord}} زیاد که در آن G مدول برشی، f کسر حجمی رسوبات، r شعاع رسوب، و b بردار بورگرز نابجایی است.
در مراحل بعدی رسوب دهی، عبارات مشابه عبارتند از:
{\displaystyle \tau _{ord}\approx 0.44G(\epsilon _{ord})f^{1/2}} for low {\displaystyle \epsilon _{ord}}or
{\displaystyle \tau _{ord}\approx 0.44G(\epsilon _{ord})[f^{1/2}-0.92f]}for high {\displaystyle \epsilon _{ord}}.

## نمونه‌هایی از مقالات
سردرگمی بین دامنه‌های وارونگی و دامنه‌های ضد فاز، حتی در مقالات منتشر شده، و به‌ویژه در مورد GaAs رشد یافته روی سیلیکون، رایج است. (نقایص مشابهی در GaN روی سیلیکون ایجاد می‌شود، جایی که آنها به درستی به عنوان دامنه‌های وارونگی شناسایی می‌شوند). یک مثال در نمودار زیر نشان داده شده‌است.
شکل ۴. ناحیه مشخص شده نشان دهنده یک دامنه وارونگی، که به اشتباه دامنه ضد فاز نامیده می‌شود، در GaAs در Si.
ناحیه سایه دار، B، نمونه ای از APD است. در شکل، GaAs روی یک سطح نادرست جهت گرفته Si رشد می‌کند (جزئیات در اینجا مورد بحث قرار نمی‌گیرند). جهت‌گیری نادرست باعث می‌شود که اتم‌های Ga و As در ناحیه B در مقایسه با شبکه کریستالی در مکان‌های مخالف قرار گیرند. وجود APD باعث می‌شود که بخش‌های Ga 1، ۱'، ۲، ۲'، ۳، ۳' به اتم‌های Ga در APD متصل شوند تا یک APB تشکیل دهند.